# جایزه زرین ۱۰ ترانه برتر آرتی‌اچ‌کی

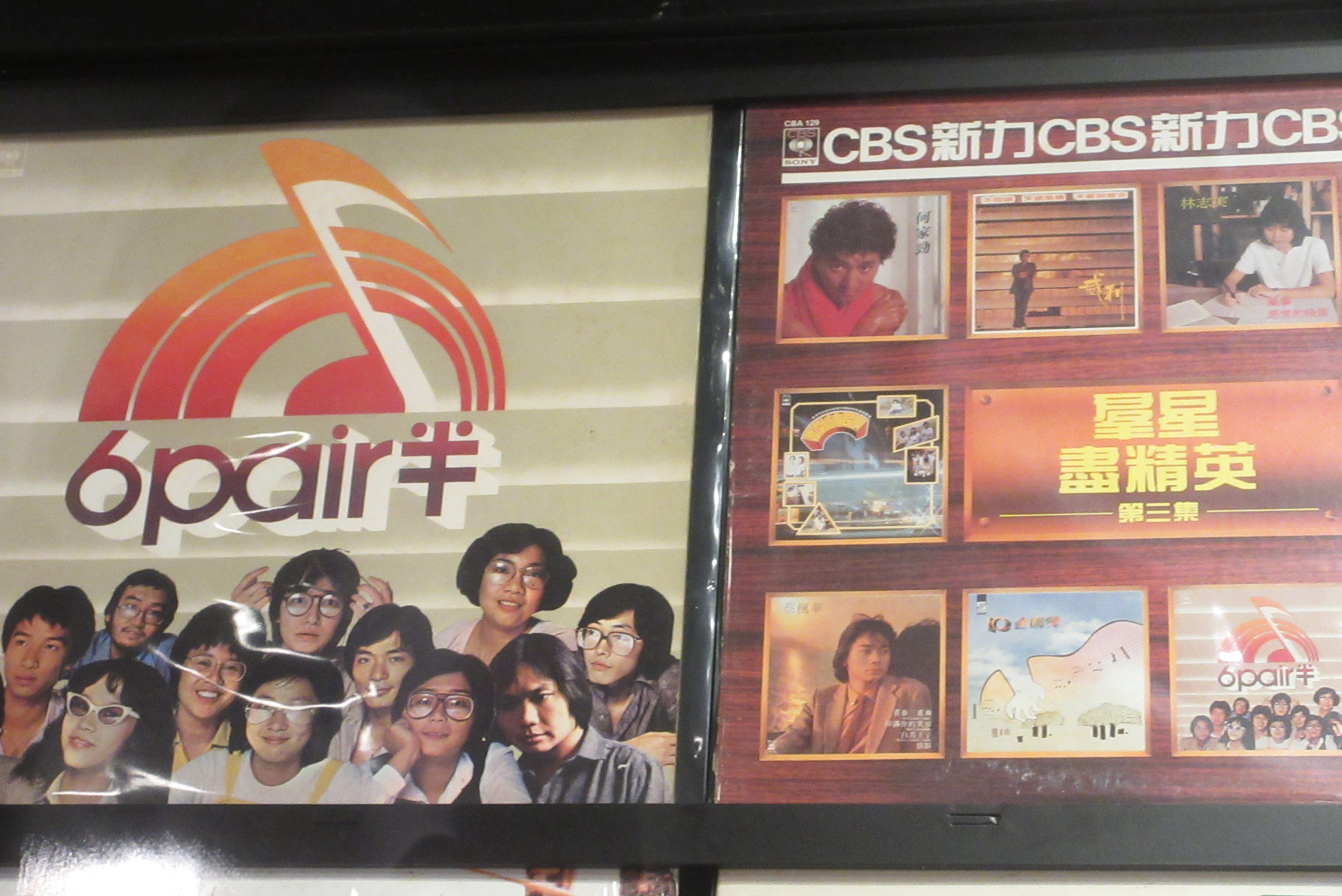
نمایشگاه جایزه ده آهنگ برتر طلایی چین در هنگ کنگ، میدان تایمز، RTHK، zh:Top Chinese Gold Songs Award در آگوست ۲۰۱۷

جایزه زرین ۱۰ ترانه برتر آرتی‌اچ‌کی (چینی: 十大中文金曲頒獎音樂會؛ انگلیسی: RTHK Top 10 Gold Songs Awards) یکی از جوایز مهم و اصلی موسیقی پاپ چینی (C-pop) است که در هنگ کنگ برگزار می‌شود.
متولی و حامی مالی این مراسم، رادیو تلویزیون هنگ کنگ است.
این جایزه در سال ۱۹۷۸ میلادی بنیان‌گذاری شد و قدیمی‌ترین جایزه‌ای است که در هنگ کنگ اهدا می‌شود.